# 1899 na política

## Nascimentos
| Data            | Nome                           | Profissão                        | Nacionalidade                              | Observações | Ref   |
| --------------- | ------------------------------ | -------------------------------- | ------------------------------------------ | ----------- | ----- |
| 13 de fevereiro | Café Filho                     | 21º Presidente do Brasil         | Brasil                                     | m. 1970     |       |
| 2 de março      | Altamiro Guimarães             | advogado e político              | Brasil                                     | m. 1946     |       |
| 6 de setembro   | Emídio Guerreiro               | político                         | Reino Unido de Portugal, Brasil e Algarves | m. 2005     |       |
| 3 de outubro    | Jacob Manoel Gaioso e Almendra | militar e político               | Brasil                                     | m. 1976     |       |
| 4 de outubro    | Franz Jonas                    | político e Presidente da Áustria | Império Austro-Húngaro                     | m. 1974     | [ 1 ] |
| 8 de dezembro   | Anselmo Alliegro               | presidente de Cuba em 1959       | Cuba                                       | m. 1961     |       |
| ??              | Ademar de Queirós              | militar e político               | Brasil                                     | m. 1984     |       |

## Mortes
| Data            | Nome                   | Profissão           | Nacionalidade  | Observações | Ref   |
| --------------- | ---------------------- | ------------------- | -------------- | ----------- | ----- |
| 17 de fevereiro | Tito Franco de Almeida | político e escritor | Brasil         | n. 1829     | [ 2 ] |
| 21 de julho     | Robert Green Ingersoll | político            | Estados Unidos | n. 1833     | [ 3 ] |